# Championnat d'Autriche de football 1972-1973
Navigation
Saison précédente Saison suivante
La saison 1972-1973 du Championnat d'Autriche de football était la 62e édition du championnat de première division en Autriche. La Nationalliga regroupe les 15 meilleurs clubs du pays au sein d'une poule unique où ils s'affrontent deux fois au cours de la saison, à domicile et à l'extérieur. À la fin de la saison, les 3 derniers du classement sont relégués et remplacés par les 3 meilleurs clubs de Regionalliga.
C'est le club du FC Wacker Innsbruck, double tenant du titre, qui remporte à nouveau le championnat en terminant en tête du classement final, avec 3 points d'avance sur le SK Rapid Vienne et 7 sur le duo Grazer AK-FC Admira Wacker. C'est le 3e titre de champion d'Autriche de l'histoire du club, qui réussit le doublé en battant le Rapid en finale de la Coupe d'Autriche.

## Les 16 clubs participants
| - Wiener Sport-Club - SK Rapid Vienne - Donawitzer SV Alpine - Schwarz-Weiss Bregenz - Promu de Regionalliga - SC Eisenstadt - FC Wacker Innsbruck - Admira Wiener Neustädt - Promu de Regionalliga - Linzer ASK - SK Austria Klagenfurt - Promu de Regionalliga | - SK VÖEST Linz - FC Admira Wacker - FK Austria Vienne - Grazer AK - SK Sturm Graz - SV Austria Salzbourg - First Vienna FC |

## Compétition

### Classement
Le barème utilisé pour établir le classement est le suivant :
- Victoire : 2 points
- Match nul : 1 point
- Défaite : 0 point

| Rang | Équipe                   | Pts | J  | G  | N  | P  | Bp | Bc | Diff |
| ---- | ------------------------ | --- | -- | -- | -- | -- | -- | -- | ---- |
| 1    | FC Wacker Innsbruck T C  | 43  | 30 | 18 | 7  | 5  | 57 | 25 | +32  |
| 2    | SK Rapid Vienne          | 40  | 30 | 16 | 8  | 6  | 50 | 31 | +19  |
| 3    | Grazer AK                | 36  | 30 | 13 | 10 | 7  | 44 | 26 | +18  |
| 4    | FC Admira Wacker         | 36  | 30 | 14 | 8  | 8  | 37 | 30 | +7   |
| 5    | SK VÖEST Linz            | 35  | 30 | 14 | 7  | 9  | 53 | 32 | +21  |
| 6    | Linzer ASK               | 34  | 30 | 11 | 12 | 7  | 45 | 35 | +10  |
| 7    | SV Austria Salzbourg     | 32  | 30 | 13 | 6  | 11 | 40 | 37 | +3   |
| 8    | Wiener Sport-Club        | 31  | 30 | 11 | 9  | 10 | 39 | 40 | -1   |
| 9    | Donawitzer SV Alpine     | 29  | 30 | 10 | 9  | 11 | 36 | 52 | -16  |
| 10   | FK Austria Vienne        | 27  | 30 | 11 | 5  | 14 | 53 | 43 | +10  |
| 11   | First Vienna FC          | 27  | 30 | 10 | 7  | 13 | 40 | 50 | -10  |
| 12   | SK Austria Klagenfurt P  | 26  | 30 | 11 | 4  | 15 | 32 | 47 | -15  |
| 13   | SC Eisenstadt            | 25  | 30 | 10 | 5  | 15 | 37 | 41 | -4   |
| 14   | SK Sturm Graz            | 25  | 30 | 8  | 9  | 13 | 29 | 38 | -9   |
| 15   | Schwarz-Weiß Bregenz P   | 22  | 30 | 9  | 4  | 17 | 36 | 54 | -18  |
| 16   | Admira Wiener Neustädt P | 12  | 30 | 3  | 6  | 21 | 23 | 70 | -47  |

|  | Qualification pour la Coupe des clubs champions 1973-1974                    |
|  | Qualification pour la Coupe des Coupes 1973-1974                             |
|  | Qualification pour la Coupe UEFA 1973-1974                                   |
|  | Relégation directe en Regionalliga                                           |
|  | T Tenant du titre C Vainqueur de la Coupe d'Autriche P Promu de Regionalliga |

## Bilan de la saison
| Championnat d'Autriche de football 1972-1973 |                                |
| Champion                                     | FC Wacker Innsbruck (3e titre) |
| Coupes et trophées                           |                                |
| Vainqueur de la Coupe d'Autriche 1972-1973   | FC Wacker Innsbruck            |
| Qualifications continentales                 |                                |
| Coupe d'Europe des clubs champions 1973-1974 | FC Wacker Innsbruck            |
| Coupe des Coupes 1973-1974                   | SK Rapid Vienne                |
| Coupe UEFA 1973-1974                         | Grazer AK                      |
| Coupe UEFA 1973-1974                         | FC Admira Wacker               |
| Promotions et relégations                    |                                |
| Promus en Nationalliga                       | WSG Radenthein                 |
| Promus en Nationalliga                       | FC Rütia Bludenz               |
| Promus en Nationalliga                       | 1. Simmeringer SC              |
| Relégués en Regionalliga                     | SK Sturm Graz                  |
| Relégués en Regionalliga                     | Schwarz-Weiss Bregenz          |
| Relégués en Regionalliga                     | Admira Wiener Neustädt         |